# Governo Minghetti I
Il Governo Minghetti I è stato il quinto esecutivo del Regno d'Italia, il primo guidato da Marco Minghetti.
Esso, nato in seguito alle dimissioni del governo precedente, è stato in carica dal 24 marzo 1863 al 28 settembre 1864, per un totale di 554 giorni, ovvero 1 anno, 6 mesi e 4 giorni.

## Compagine di governo

### Appartenenza politica
| Partito | Partito        | Presidente | Ministri | Totale |
| ------- | -------------- | ---------- | -------- | ------ |
|         | Destra storica | 1          | 8        | 9      |

### Provenienza geografica
La provenienza geografica dei membri del Consiglio dei ministri si può così riassumere:
| Regione        | Presidente | Ministri | Totale |
| -------------- | ---------- | -------- | ------ |
| Emilia-Romagna | 1          | -        | 1      |
| Campania       | -          | 1        | 1      |
| Francia        | -          | 1        | 1      |
| Lombardia      | -          | 1        | 1      |
| Piemonte       | -          | 1        | 1      |
| Puglia         | -          | 1        | 1      |
| Sardegna       | -          | 1        | 1      |
| Sicilia        | -          | 1        | 1      |
| Toscana        | -          | 1        | 1      |

### Situazione parlamentare
NOTA: Ai tempi del Regno d'Italia, poiché secondo lo Statuto Albertino il governo rispondeva nei fatti al solo Re, la fiducia parlamentare in senso moderno non era obbligatoria (ed in tal senso vari sono stati i casi di formazione di un governo palesemente privo di tale supporto). La prassi di determinare la sopravvivenza dell’esecutivo in base al supporto parlamentare, dunque, si è andata sviluppando solo successivamente, specie con l’ascesa dei partiti di massa e con l’introduzione del sistema proporzionale, in tempi molto più tardi rispetto all’unità, ed ufficialmente solo con la Costituzione della Repubblica Italiana. Per questo motivo, il grafico sottostante espone, secondo ricostruzioni e dichiarazioni, nonché secondo la composizione del governo, l’eventuale supporto che questo avrebbe o ha ottenuto.
| Camera              | Collocazione     | Partiti                | Seggi     |
| ------------------- | ---------------- | ---------------------- | --------- |
| Camera dei deputati | Maggioranza      | PLC (342)              | 342 / 443 |
| Camera dei deputati | Appoggio esterno | IND (23)               | 23 / 443  |
| Camera dei deputati | Opposizione      | DEM (62), ER-Pd'A (14) | 78 / 443  |

## Composizione
| Carica                                | Titolare                              | Titolare                                           | Titolare                                                  |
| Presidenza del Consiglio dei ministri | Presidenza del Consiglio dei ministri | Presidenza del Consiglio dei ministri              | Presidenza del Consiglio dei ministri                     |
| ------------------------------------- | ------------------------------------- | -------------------------------------------------- | --------------------------------------------------------- |
| Presidente del Consiglio dei ministri |                                       |                                                    | Marco Minghetti (Destra storica)                          |
| Ministero                             | Ministri                              | Ministri                                           | Ministri                                                  |
| Affari Esteri                         |                                       |                                                    | Emilio Visconti Venosta (Destra storica)                  |
| Agricoltura, Industria e Commercio    |                                       |                                                    | Giovanni Manna (Destra storica)                           |
| Lavori Pubblici                       |                                       |                                                    | Luigi Federico Menabrea (Destra storica)                  |
| Interno                               |                                       |                                                    | Ubaldino Peruzzi (Destra storica)                         |
| Istruzione                            |                                       |                                                    | Michele Amari (Destra storica)                            |
| Guerra                                |                                       |                                                    | Alessandro Della Rovere (Destra storica)                  |
| Marina                                |                                       |                                                    | Orazio Di Negro (Destra storica) (fino al 21 aprile 1863) |
| Marina                                |                                       | Efisio Cugia (Destra storica) (dal 21 aprile 1863) |                                                           |
| Finanze                               |                                       |                                                    | Marco Minghetti (Destra storica)                          |
| Grazia e Giustizia e Culti            |                                       |                                                    | Giuseppe Pisanelli (Destra storica)                       |

## Cronologia

### 1863
- 24 marzo - Il Re, arrivato a notte a Torino dalla Mandria, conferisce in mattinata con Minghetti, il quale cede alle insistenze del sovrano ed assume la presidenza del consiglio. Il Sovrano desidera che nessun elemento nuovo sia introdotto nel Gabinetto, ma Pasolini chiede di essere sostituito a causa di certi scrupoli personali derivanti dalle sue vecchie relazioni con il Papa. Bon Compagni non gli piace, Cugia incontra in alcuni Ministri gravi difficoltà; si pensa di chiamare da Parigi Nigra, ma si conviene che non potrebbe trovare alcuno per rimpiazzarlo. Non potendo Minghetti abbandonar le Finanze, si pensa a metter Peruzzi agli affari esteri, che lascerebbe a Spaventa il portafoglio dell'Interno: se non che il Re non ama quest'ultimo che gode di un'impopolarità inesauribile nel Napoletano. Volendo evitare l'interim, è scelto Visconti Venosta. In seguito alla proposta della Commissione del Bilancio di fare un'inchiesta parlamentare sulla Marina, Di Negro vorrebbe ritirarsi. Si propone a Sella di assumere il portafoglio della Marina. Questi accetterebbe, ma la sua area politica non glielo permette. Di Negro rimane dunque, ma provvisoriamente.
- 2 giugno - Il Parlamento boccia una proposta del Presidente che prevedeva con grande ambizione un progetto di decentramento amministrativo, che vede la regione come consorzio di provincia, una realtà storica e naturale; idea di fondo del suo progetto era una maggiore autonomia comunale con l'allargamento del corpo comunale e l'elettività del sindaco.
- 15 agosto - Il governo emana la legge Pica, che nell'intento di combattere il fenomeno del brigantaggio sospende le garanzie istituzionali date dallo Statuto Albertino, definisce il reato di brigantaggio i cui trasgressori saranno sottoposti al giudizio dei tribunali militari in quasi tutta l'Italia meridionale.

### 1864
- 28 febbraio - La scadenza della legge Pica, che doveva durare fino al dicembre del 1863, viene prolungata fino alla fine del 1865.
- 21 marzo - Il Parlamento promulga la legge per la fondazione della banca d'Italia.
- 12 agosto - Minghetti in consiglio di ministri porta la questione della Convenzione per Roma; conosciuta già da Visconti Venosta e da Peruzzi, e poi da Menabrea. Questi e Amari, Cugia, Pisanelli, Manna vi consentono pienamente; Della Rovere no e dichiara che si dimetterà.
- 13 agosto - Minghetti comunica al Re i termini della Convenzione per Roma con la Francia. Vittorio Emanuele II si inquieta e protesta vivamente contro l'idea di abbandonare Torino.
- 22 agosto - L'Italia partecipa e sottoscrive l'atto costitutivo di Ginevra che decreta la fondazione della Croce Rossa Internazionale.
- 27 agosto - A Saint Cloud, colloquio di Napoleone III con Nigra sulla Convenzione per Roma; l'Imperatore tiene fermo per il trasloco della capitale; se no si può tirare avanti così.
- 11 settembre - Il Re, venutosi man mano adattando all'idea del trasloco della capitale, accetta a patto che, per ragioni esclusivamente strategiche, sia posta a Firenze.
- 15 settembre - Italia e Francia firmano a Parigi una convenzione inerente alla questione romana: essa prevede un ritiro delle forze francesi dalla città eterna tra due anni, mentre l'impegno italiano è quello di non aggredire lo Stato Pontificio; l'accordo contiene anche una clausola segreta: quella di trasferire nell'arco di sei mesi la capitale d'Italia da Torino in un'altra città italiana, a dimostrazione che il governo italiano rinuncia a Roma come nuova capitale.
- 18 settembre - Un consiglio di generali d'armata (Cialdini, Durando, Della Rocca, De Sonnaz, Persano) convocato d'ordine del Re, e presieduto dal principe di Carignano vota all'unanimità essere Firenze la sola capitale, militarmente parlando, la più strategica oggigiorno d'Italia.
- 20 settembre - I ministri firmano la relazione al Re sulla Convenzione del 15 per Roma. Della Rovere, stante l'agitazione che si delinea a Torino, ritira le dimissioni e si dichiara solidale con tutto il governo. Verso le 20 certo prete popolano don Ambrogio va qua e là predicando concordia seguito da monelli; i carabinieri lo arrestano; la folla si mette a gridare "Roma o Torino" e si ingrossa; salta fuori una bandiera e i dimostranti, girando per la città, gridano sotto i ministeri, sotto il municipio; sotto la casa di Peruzzi ed altrove; poi si sciolgono in via Doragrossa.
- 21-22 settembre - La clausola segreta viene "spifferata" e a Torino sorgono manifestazioni spontanee, represse nel sangue dalle forze governative.
- 23 settembre - Il gen. Della Rocca a nome del Re si reca da Minghetti a consigliare le dimissioni del governo. Minghetti risponde (e ne telegrafa al Re) desiderare un invito formale di lui a dimettersi; e il Re, un'ora dopo, gli telegrafa: «Lo stato attuale di cose non potendo durare perché troppo triste; la invito Lei e i suoi colleghi a dare le dimissioni». Minghetti gliele manda immediatamente. Il Re, ritorna subito a Torino; conferisce con varie personalità, assumendo informazioni sui fatti di ieri sera; poi, sentiti i presidenti della Camera e del Senato e il gen. Della Rocca, manda un aiutante di campo a significare al presidente dei ministri di averne accettate le dimissioni; e manda altro ufficiale ad informare il Sindaco avere chiamato il generale La Marmora por comporre il ministero: si conclude formalmente l’esperienza di governo.